# Tour de França de 2005
El Tour de França del 2005 va ser la 92a edició del Tour de França i tingué lloc entre el 2 de juliol i el 24 de juliol. L'estatunidenc Lance Armstrong va revalidar el seu títol de campió de la Grande Boucle, portant fins a set el rècord de victòries consecutives a la cursa francesa, abans de retirar-se després de l'última etapa als Camps Elisis de París. El van acompanyar al podi l'italià Ivan Basso i l'alemany Jan Ullrich. En les altres classificacions Michael Rasmussen guanyà la classificació de la muntanya, Thor Hushovd la de punts, Iaroslav Popòvitx s'emportà la Classificació dels joves i el T-Mobile Team va ser el millor equip.
A posteriori, tant Armstrong com Ullrich van ser desposseïts de les seves posicions en aquesta cursa i oficialment es considera que aquesta edició del Tour no té vencedor.

## Equips participants
En aquesta edició hi varen participar 189 ciclistes de 21 equips. Els 20 equips ProTour més AG2R Prévoyance que va rebre una invitació per part de l'organització.
| N.      | Cod. | Equip                          |
| ------- | ---- | ------------------------------ |
| 1-9     | DSC  | Discovery Channel Team         |
| 11-19   | TMO  | T-Mobile Team                  |
| 21-29   | CSC  | Team CSC                       |
| 31-39   | IBA  | Illes Balears-Caisse d'Epargne |
| 41-49   | DVL  | Davitamon-Lotto                |
| 51-59   | RAB  | Rabobank                       |
| 61-69   | PHO  | Phonak Hearing Systems         |
| 71-79   | FAS  | Fassa Bortolo                  |
| 81-89   | SDV  | Saunier Duval-Prodir           |
| 91-99   | LSW  | Liberty Seguros-Würth Team     |
| 101-109 | C.A  | Crédit Agricole                |

| N.      | Cod. | Equip                 |
| ------- | ---- | --------------------- |
| 111-119 | LIQ  | Liquigas-Bianchi      |
| 121-129 | COF  | Cofidis               |
| 131-139 | QST  | Quick Step-Innergetic |
| 141-149 | BTL  | Bouygues Télécom      |
| 151-159 | LAM  | Lampre-Caffita        |
| 161-169 | GST  | Team Gerolsteiner     |
| 171-179 | FDJ  | Française des Jeux    |
| 181-189 | SDM  | Domina Vacanze        |
| 191-199 | EUS  | Euskaltel-Euskadi     |
| 201-209 | A2R  | AG2R Prévoyance       |

## Etapes
| Etapa     | Data         | Recorregut                         | km         | Vencedor de l'etapa | Líder de la general |
| --------- | ------------ | ---------------------------------- | ---------- | ------------------- | ------------------- |
| 1a etapa  | 2 de juliol  | Fromentine - Noirmoutier-en-l'Île  | 19 (CRI)   | David Zabriskie     | David Zabriskie     |
| 2a etapa] | 3 de juliol  | Challans - Les Essarts             | 182        | Tom Boonen          | David Zabriskie     |
| 3a etapa  | 4 de juliol  | La Châtaigneraie - Tours           | 208        | Tom Boonen          | David Zabriskie     |
| 4a etapa  | 5 de juliol  | Tours - Blois                      | 67,5 (CRE) | Discovery Channel   | Lance Armstrong     |
| 5a etapa] | 6 de juliol  | Chambord - Montargis               | 179        | Robbie McEwen       | Lance Armstrong     |
| 6a etapa  | 7 de juliol  | Troyes - Nancy                     | 187        | Lorenzo Bernucci    | Lance Armstrong     |
| 7a etapa  | 8 de juliol  | Lunéville - Karlsruhe (ALE)        | 225        | Robbie McEwen       | Lance Armstrong     |
| 8a etapa  | 9 de juliol  | Pforzheim (ALE) - Gérardmer        | 235        | Pieter Weening      | Lance Armstrong     |
| 9a etapa  | 10 de juliol | Gérardmer - Mulhouse               | 170        | Michael Rasmussen   | Jens Voigt          |
| 10a etapa | 12 de juliol | Grenoble - Courchevel              | 192        | Alejandro Valverde  | Lance Armstrong     |
| 11a etapa | 13 de juliol | Courchevel - Briançon              | 173        | Aleksandr Vinokúrov | Lance Armstrong     |
| 12a etapa | 14 de juliol | Briançon - Dinha                   | 187        | David Moncoutié     | Lance Armstrong     |
| 13a etapa | 15 de juliol | Miramas - Montpeller               | 162        | Robbie McEwen       | Lance Armstrong     |
| 14a etapa | 16 de juliol | Agde - Ax-3 Domaines               | 220        | Georg Totschnig     | Lance Armstrong     |
| 15a etapa | 17 de juliol | Lézat-sur-Lèze - Saint-Lary-Soulan | 205        | George Hincapie     | Lance Armstrong     |
| 16a etapa | 19 de juliol | Mourenx - Pau                      | 177        | Óscar Pereiro       | Lance Armstrong     |
| 17a etapa | 20 de juliol | Pau - Revel                        | 239        | Paolo Savoldelli    | Lance Armstrong     |
| 18a etapa | 21 de juliol | Albi - Mende                       | 189        | Marcos Serrano      | Lance Armstrong     |
| 19a etapa | 22 de juliol | Issoire - Le Puy-en-Velay          | 154        | Giuseppe Guerini    | Lance Armstrong     |
| 20a etapa | 23 de juliol | Saint-Étienne - Saint-Étienne      | 55 (CRI)   | Lance Armstrong     | Lance Armstrong     |
| 21a etapa | 24 de juliol | Corbeil-Essonnes - París           | 160        | Aleksandr Vinokúrov | Lance Armstrong     |

### 1a etapa
Fromentine - Noirmoutier-en-l'Île, 19 km. (CRI)
| Pos. | Ciclista            | Equip             | Temps   |
| ---- | ------------------- | ----------------- | ------- |
| DSQ  | David Zabriskie     | Team CSC          | 20' 51" |
| DSQ  | Lance Armstrong     | Discovery Channel | + 2"    |
| 3    | Aleksandr Vinokúrov | T-Mobile Team     | + 53"   |

| Pos. | Ciclista            | Equip             | Temps   |
| ---- | ------------------- | ----------------- | ------- |
| DSQ  | David Zabriskie     | Team CSC          | 20' 51" |
| DSQ  | Lance Armstrong     | Discovery Channel | + 2"    |
| 3    | Aleksandr Vinokúrov | T-Mobile Team     | + 53"   |

### 2a etapa
Challans - Les Essarts, 182 km.
| Pos. | Ciclista      | Equip           | Temps      |
| ---- | ------------- | --------------- | ---------- |
| 1    | Tom Boonen    | Quick Step      | 3h 51' 31" |
| 2    | Thor Hushovd  | Crédit Agricole | m. t.      |
| 3    | Robbie McEwen | Davitamon-Lotto | m. t.      |

| Pos. | Ciclista        | Equip             | Temps      |
| ---- | --------------- | ----------------- | ---------- |
| DSQ  | David Zabriskie | Team CSC          | 4h 12' 22" |
| DSQ  | Lance Armstrong | Discovery Channel | + 2"       |
| 3    | László Bodrogi  | Crédit Agricole   | + 47"      |

### 3a etapa
La Châtaigneraie - Tours, 212,5 km.
| Pos. | Ciclista       | Equip        | Temps      |
| ---- | -------------- | ------------ | ---------- |
| 1    | Tom Boonen     | Quick Step   | 4h 36' 09" |
| 2    | Peter Wrolich  | Gerolsteiner | m. t.      |
| 3    | Stuart O'Grady | Cofidis      | m. t.      |

| Pos. | Ciclista        | Equip             | Temps      |
| ---- | --------------- | ----------------- | ---------- |
| DSQ  | David Zabriskie | Team CSC          | 8h 48' 31" |
| DSQ  | Lance Armstrong | Discovery Channel | + 2"       |
| 3    | László Bodrogi  | Crédit Agricole   | + 47"      |

### 4a etapa
Tours - Blois, 67,5 km. (CRE)
| Pos. | Equip                              | Temps      |
| ---- | ---------------------------------- | ---------- |
| 1    | Discovery Channel Pro Cycling Team | 1h 10' 39" |
| 2    | Team CSC                           | + 2"       |
| 3    | T-Mobile Team                      | + 35"      |

| Pos. | Ciclista        | Equip             | Temps      |
| ---- | --------------- | ----------------- | ---------- |
| DSQ  | Lance Armstrong | Discovery Channel | 9h 59' 12" |
| DSQ  | George Hincapie | Discovery Channel | + 55"      |
| 3    | Jens Voigt      | Team CSC          | + 1'04"    |

### 5a etapa
Chambord - Montargis, 182 km.
| Pos. | Ciclista      | Equip           | Temps      |
| ---- | ------------- | --------------- | ---------- |
| 1    | Robbie McEwen | Davitamon-Lotto | 3h 46' 00" |
| 2    | Tom Boonen    | Quick Step      | m. t.      |
| 3    | Thor Hushovd  | Crédit Agricole | m. t.      |

| Pos. | Ciclista        | Equip             | Temps       |
| ---- | --------------- | ----------------- | ----------- |
| DSQ  | Lance Armstrong | Discovery Channel | 13h 45' 12" |
| DSQ  | George Hincapie | Discovery Channel | + 55"       |
| 3    | Jens Voigt      | Team CSC          | + 1'04"     |

### 6a etapa
Troyes - Nancy, 199 km.
| Pos. | Ciclista            | Equip         | Temps      |
| ---- | ------------------- | ------------- | ---------- |
| 1    | Lorenzo Bernucci    | Fassa Bortolo | 4h 12' 52" |
| 2    | Aleksandr Vinokurov | T-Mobile Team | m. t.      |
| 3    | Robert Förster      | Gerolsteiner  | a 7"       |

| Pos. | Ciclista            | Equip             | Temps      |
| ---- | ------------------- | ----------------- | ---------- |
| DSQ  | Lance Armstrong     | Discovery Channel | 17h 58' 11 |
| DSQ  | George Hincapie     | Discovery Channel | + 55"      |
| 3    | Aleksandr Vinokurov | T-Mobile Team     | + 1'02"    |

### 7a etapa
Lunéville - Karlsruhe, 228 km.
| Pos. | Ciclista         | Equip              | Temps      |
| ---- | ---------------- | ------------------ | ---------- |
| 1    | Robbie McEwen    | Davitamon-Lotto    | 5h 03' 45" |
| 2    | Magnus Bäckstedt | Liquigas-Bianchi   | m. t.      |
| 3    | Bernhard Eisel   | Française des Jeux | m. t.      |

| Pos. | Ciclista            | Equip             | Temps       |
| ---- | ------------------- | ----------------- | ----------- |
| DSQ  | Lance Armstrong     | Discovery Channel | 23h 04' 56" |
| DSQ  | George Hincapie     | Discovery Channel | + 55"       |
| 3    | Aleksandr Vinokurov | T-Mobile Team     | + 1'02"     |

### 8a etapa
Pforzheim - Gérardmer, 232 km.
| Pos. | Ciclista           | Equip                          | Temps      |
| ---- | ------------------ | ------------------------------ | ---------- |
| 1    | Pieter Weening     | Rabobank                       | 5h 03' 54" |
| 2    | Andreas Klöden     | T-Mobile Team                  | m. t.      |
| 3    | Alejandro Valverde | Illes Balears-Caisse d'Epargne | + 27"      |

| Pos. | Ciclista            | Equip             | Temps       |
| ---- | ------------------- | ----------------- | ----------- |
| DSQ  | Lance Armstrong     | Discovery Channel | 23h 04' 56" |
| 2    | Jens Voigt          | Team CSC          | + 1'00"     |
| 3    | Aleksandr Vinokurov | T-Mobile Team     | + 1'02"     |

### 9a etapa
Gérardmer - Mülhausen, 172 km.
| Pos. | Ciclista          | Equip           | Temps      |
| ---- | ----------------- | --------------- | ---------- |
| 1    | Michael Rasmussen | Rabobank        | 4h 08' 20" |
| 2    | Christophe Moreau | Crédit Agricole | + 3'04"    |
| 3    | Jens Voigt        | Team CSC        | m. t.      |

| Pos. | Ciclista          | Equip             | Temps       |
| ---- | ----------------- | ----------------- | ----------- |
| 1    | Jens Voigt        | Team CSC          | 32h 18' 23" |
| 2    | Christophe Moreau | Crédit Agricole   | + 1'50"     |
| DSQ  | Lance Armstrong   | Discovery Channel | + 2'18"     |

### 10a etapa
Grenoble - Courchevel, 182 km.
| Pos. | Ciclista           | Equip                          | Temps    |
| ---- | ------------------ | ------------------------------ | -------- |
| 1    | Alejandro Valverde | Illes Balears-Caisse d'Epargne | 4h50'35" |
| DSQ  | Lance Armstrong    | Discovery Channel              | m. t.    |
| 3    | Michael Rasmussen  | Rabobank                       | a 9"     |

| Pos. | Ciclista          | Equip             | Temps       |
| ---- | ----------------- | ----------------- | ----------- |
| DSQ  | Lance Armstrong   | Discovery Channel | 37h 11' 04" |
| 2    | Michael Rasmussen | Rabobank          | + 38"       |
| 3    | Ivan Basso        | Team CSC          | + 2'40"     |

### 11a etapa
Courchevel - Briançon, 173 km.
| Pos. | Ciclista            | Equip           | Temps      |
| ---- | ------------------- | --------------- | ---------- |
| 1    | Aleksandr Vinokurov | T-Mobile Team   | 4h 47' 38" |
| 2    | Santiago Botero     | Phonak          | + 1"       |
| 3    | Christophe Moreau   | Crédit Agricole | + 1'15"    |

| Pos. | Ciclista          | Equip             | Temps       |
| ---- | ----------------- | ----------------- | ----------- |
| DSQ  | Lance Armstrong   | Discovery Channel | 41h 58' 57" |
| 2    | Michael Rasmussen | Rabobank          | + 38"       |
| 3    | Christophe Moreau | Crédit Agricole   | + 2'34"     |

### 12a etapa
Briançon - Dinha, 187 km.
| Pos. | Ciclista        | Equip                 | Temps      |
| ---- | --------------- | --------------------- | ---------- |
| 1    | David Moncoutié | Cofidis               | 4h 20' 06" |
| 2    | Sandy Casar     | Française des Jeux    | + 57"      |
| 3    | Ángel Vicioso   | Liberty Seguros-Würth | m. t.      |

| Pos. | Ciclista          | Equip             | Temps       |
| ---- | ----------------- | ----------------- | ----------- |
| DSQ  | Lance Armstrong   | Discovery Channel | 46h 30' 36" |
| 2    | Michael Rasmussen | Rabobank          | + 38"       |
| 3    | Christophe Moreau | Crédit Agricole   | + 2'34"     |

### 13a etapa
Miramas - Montpeller, 174 km.
| Pos. | Ciclista       | Equip           | Temps      |
| ---- | -------------- | --------------- | ---------- |
| 1    | Robbie McEwen  | Davitamon-Lotto | 3h 43' 14" |
| 2    | Stuart O'Grady | Cofidis         | m. t.      |
| 3    | Fred Rodriguez | Davitamon-Lotto | m. t.      |

| Pos. | Ciclista          | Equip             | Temps       |
| ---- | ----------------- | ----------------- | ----------- |
| DSQ  | Lance Armstrong   | Discovery Channel | 50h 13' 50" |
| 2    | Michael Rasmussen | Rabobank          | + 38"       |
| 3    | Christophe Moreau | Crédit Agricole   | + 2'34"     |

### 14a etapa
Agde - Ax 3 Domaines, 220 km.
| Pos. | Ciclista        | Equip             | Temps      |
| ---- | --------------- | ----------------- | ---------- |
| 1    | Georg Totschnig | Bouygues Télécom  | 5h 43' 43" |
| DSQ  | Lance Armstrong | Discovery Channel | + 56"      |
| 3    | Ivan Basso      | Team CSC          | + 58"      |

| Pos. | Ciclista          | Equip             | Temps       |
| ---- | ----------------- | ----------------- | ----------- |
| DSQ  | Lance Armstrong   | Discovery Channel | 55h 58' 17" |
| 2    | Michael Rasmussen | Rabobank          | + 1'41"     |
| 3    | Ivan Basso        | Team CSC          | + 2'46"     |

### 15a etapa
Lézat-sur-Lèze - Saint-Lary-Soulan, 206 km.
| Pos. | Ciclista          | Equip             | Temps      |
| ---- | ----------------- | ----------------- | ---------- |
| DSQ  | George Hincapie   | Discovery Channel | 6h 06' 38" |
| 2    | Óscar Pereiro     | Phonak            | + 6"       |
| 3    | Pietro Caucchioli | Crédit Agricole   | + 38"      |

| Pos. | Ciclista          | Equip             | Temps       |
| ---- | ----------------- | ----------------- | ----------- |
| DSQ  | Lance Armstrong   | Discovery Channel | 62h 09' 59" |
| 2    | Ivan Basso        | Team CSC          | + 2'46"     |
| 3    | Michael Rasmussen | Rabobank          | + 3'09"     |

### 16a etapa
Mourenx - Pau, 181 km.
| Pos. | Ciclista       | Equip                          | Temps      |
| ---- | -------------- | ------------------------------ | ---------- |
| 1    | Óscar Pereiro  | Phonak                         | 4h 38' 40" |
| 2    | Xabier Zandio  | Illes Balears-Caisse d'Epargne | m. t.      |
| 3    | Eddy Mazzoleni | Lampre-Caffita                 | m. t.      |

| Pos. | Ciclista          | Equip             | Temps       |
| ---- | ----------------- | ----------------- | ----------- |
| DSQ  | Lance Armstrong   | Discovery Channel | 66h 52' 03" |
| 2    | Ivan Basso        | Team CSC          | + 2'46"     |
| 3    | Michael Rasmussen | Rabobank          | + 3'09"     |

### 17a etapa
Pau - Revel, 240 km.
| Pos. | Ciclista          | Equip             | Temps      |
| ---- | ----------------- | ----------------- | ---------- |
| 1    | Paolo Savoldelli  | Discovery Channel | 5h 41' 19" |
| 2    | Kurt Asle Arvesen | Team CSC          | m. t.      |
| 3    | Simon Gerrans     | AG2R Prévoyance   | + 8"       |

| Pos. | Ciclista          | Equip             | Temps       |
| ---- | ----------------- | ----------------- | ----------- |
| DSQ  | Lance Armstrong   | Discovery Channel | 72h 55' 50" |
| 2    | Ivan Basso        | Team CSC          | + 2'46"     |
| 3    | Michael Rasmussen | Rabobank          | + 3'09"     |

### 18a etapa
Albi - Mende, 189 km.
| Pos. | Ciclista       | Equip                 | Temps      |
| ---- | -------------- | --------------------- | ---------- |
| 1    | Marcos Serrano | Liberty Seguros-Würth | 4h 37' 36" |
| 2    | Cédric Vasseur | Cofidis               | + 27"      |
| 3    | Axel Merckx    | Davitamon-Lotto       | m. t.      |

| Pos. | Ciclista          | Equip             | Temps       |
| ---- | ----------------- | ----------------- | ----------- |
| DSQ  | Lance Armstrong   | Discovery Channel | 77h 44' 44" |
| 2    | Ivan Basso        | Team CSC          | + 2'46"     |
| 3    | Michael Rasmussen | Rabobank          | + 3'46"     |

### 19a etapa
Suire - Lo Puèi de Velai, 154 km.
| Pos. | Ciclista          | Equip              | Temps      |
| ---- | ----------------- | ------------------ | ---------- |
| 1    | Giuseppe Guerini  | T-Mobile Team      | 3h 33' 04" |
| 2    | Sandy Casar       | Française des Jeux | + 10"      |
| 3    | Franco Pellizotti | Liquigas-Bianchi   | m. t.      |

| Pos. | Ciclista          | Equip             | Temps       |
| ---- | ----------------- | ----------------- | ----------- |
| DSQ  | Lance Armstrong   | Discovery Channel | 81h 22' 19" |
| 2    | Ivan Basso        | Team CSC          | + 2'46"     |
| 3    | Michael Rasmussen | Rabobank          | + 3'46"     |

### 20a etapa
Saint-Etienne, 55 km. (CRI)
| Pos. | Ciclista            | Equip             | Temps      |
| ---- | ------------------- | ----------------- | ---------- |
| DSQ  | Lance Armstrong     | Discovery Channel | 1h 11' 46" |
| DSQ  | Jan Ullrich         | T-Mobile Team     | + 23"      |
| 3    | Aleksandr Vinokurov | T-Mobile Team     | + 1'16"    |

| Pos. | Ciclista        | Equip             | Temps       |
| ---- | --------------- | ----------------- | ----------- |
| DSQ  | Lance Armstrong | Discovery Channel | 82h 34' 05" |
| 2    | Ivan Basso      | Team CSC          | + 4'40"     |
| DSQ  | Jan Ullrich     | T-Mobile Team     | + 6'21"     |

### 21a etapa
Corbeil-Essonnes - París, 144 km.
| Pos. | Ciclista            | Equip              | Temps      |
| ---- | ------------------- | ------------------ | ---------- |
| 1    | Aleksandr Vinokurov | T-Mobile Team      | 3h 40' 57" |
| 2    | Bradley McGee       | Française des Jeux | m. t.      |
| 3    | Fabian Cancellara   | Fassa Bortolo      | m. t.      |

| Pos. | Ciclista        | Equip             | Temps       |
| ---- | --------------- | ----------------- | ----------- |
| DSQ  | Lance Armstrong | Discovery Channel | 86h 15' 02" |
| 2    | Ivan Basso      | Team CSC          | + 4'40"     |
| DSQ  | Jan Ullrich     | T-Mobile Team     | + 6'21"     |

## Classificacions finals

### Classificació general
|     | Ciclista            | Equip                          | Temps      |
| --- | ------------------- | ------------------------------ | ---------- |
| DSQ | Lance Armstrong     | Discovery Channel              | 86h 15'02" |
| 2   | Ivan Basso          | Team CSC                       | + 4'40"    |
| DSQ | Jan Ullrich         | T-Mobile Team                  | + 6'21"    |
| 4   | Francisco Mancebo   | Illes Balears-Caisse d'Epargne | + 9'59"    |
| 5   | Aleksandr Vinokúrov | T-Mobile Team                  | + 11'01"   |
| DSQ | Levi Leipheimer     | Gerolsteiner                   | + 11'21"   |
| 7   | Michael Rasmussen   | Rabobank                       | + 11'33"   |
| 8   | Cadel Evans         | Davitamon-Lotto                | + 11'55"   |
| 9   | Floyd Landis        | Phonak Hearing Systems         | + 12'44"   |
| 10  | Óscar Pereiro       | Phonak Hearing Systems         | + 16'04"   |
| 11  | Christophe Moreau   | Crédit Agricole                | + 16'26"   |
| 12  | Iaroslav Popòvitx   | Discovery Channel              | + 19'22"   |
| 13  | Eddy Mazzoleni      | Lampre-Caffita                 | + 21'06"   |
| DSQ | George Hincapie     | Discovery Channel              | + 23'40"   |
| 15  | Haimar Zubeldia     | Euskaltel-Euskadi              | + 23'43"   |
| 16  | Jörg Jaksche        | Liberty Seguros-Würth          | + 24'07"   |
| 17  | Bobby Julich        | Team CSC                       | + 24'08"   |
| 18  | Óscar Sevilla       | T-Mobile Team                  | + 27'45"   |
| 19  | Andrei Kaxetxkin    | Crédit Agricole                | + 28'04"   |
| 20  | Giuseppe Guerini    | T-Mobile Team                  | + 33'02"   |

### Altres classificacions
|   | Ciclista            | Equip                 | Punts |
| - | ------------------- | --------------------- | ----- |
| 1 | Thor Hushovd        | Crédit Agricole       | 194   |
| 2 | Stuart O'Grady      | Cofidis               | 182   |
| 3 | Robbie McEwen       | Davitamon-Lotto       | 178   |
| 4 | Aleksandr Vinokurov | T-Mobile Team         | 158   |
| 5 | Allan Davis         | Liberty Seguros-Würth | 130   |

|     | Ciclista          | Equip             | Punts |
| --- | ----------------- | ----------------- | ----- |
| 1   | Michael Rasmussen | Rabobank          | 185   |
| 2   | Óscar Pereiro     | Phonak            | 155   |
| DSQ | Lance Armstrong   | Discovery Channel | 99    |
| 4   | Christophe Moreau | Crédit Agricole   | 93    |
| DSQ | Michael Boogerd   | Rabobank          | 90    |

|   | Ciclista          | Equip                   | Temps        |
| - | ----------------- | ----------------------- | ------------ |
| 1 | Iaroslav Popòvitx | Discovery Channel       | 86h 34' 04"  |
| 2 | Andrei Kaxetxkin  | Crédit Agricole         | + 9' 02"     |
| 3 | Alberto Contador  | Liberty Seguros-Würth   | + 44' 23"    |
| 4 | Maksim Iglinski   | Domina Vacanze-De Nardi | + 59' 42"    |
| 5 | Jérôme Pineau     | Bouygues Télécom        | + 1h 12' 36" |

|   | Equip                          | Temps        |
| - | ------------------------------ | ------------ |
| 1 | T-Mobile Team                  | 256h 10' 29" |
| 2 | Discovery Channel              | + 14' 57"    |
| 3 | Team CSC                       | + 25'15"     |
| 4 | Crédit Agricole                | + 55' 24"    |
| 5 | Illes Balears-Caisse d'Epargne | + 1h 06' 09" |

## Progrés de les classificacions
Aquesta taula mostra el progrés de les diferents classificacions durant el desenvolupament de la prova.
| Etapa (Guanyador)                  | Classificació General | Classificació de la Muntanya | Classificació per Punts | Classificació de millor jove | Classificació per equips |
| ---------------------------------- | --------------------- | ---------------------------- | ----------------------- | ---------------------------- | ------------------------ |
| David Zabriskie)                   | David Zabriskie       | no es repartiren punts       | David Zabriskie         | Fabian Cancellara            | Team CSC                 |
| 0Etapa 2 (Tom Boonen)              | David Zabriskie       | Thomas Voeckler              | Tom Boonen              | Fabian Cancellara            | Team CSC                 |
| 0Etapa 3 (Tom Boonen)              | David Zabriskie       | Erik Dekker                  | Tom Boonen              | Fabian Cancellara            | Team CSC                 |
| 0Etapa 4 (CRE) (Discovery Channel) | Lance Armstrong       | Erik Dekker                  | Tom Boonen              | Iaroslav Popòvitx            | Team CSC                 |
| 0Etapa 5 (Robbie McEwen)           | Lance Armstrong       | Erik Dekker                  | Tom Boonen              | Iaroslav Popòvitx            | Team CSC                 |
| 0Etapa 6 (Lorenzo Bernucci)        | Lance Armstrong       | Karsten Kroon                | Tom Boonen              | Iaroslav Popòvitx            | Team CSC                 |
| 0Etapa 7 (Robbie McEwen)           | Lance Armstrong       | Fabian Wegmann               | Tom Boonen              | Iaroslav Popòvitx            | Team CSC                 |
| 0Etapa 8 (Pieter Weening)          | Lance Armstrong       | Michael Rasmussen            | Tom Boonen              | Vladímir Karpets             | Team CSC                 |
| 0Etapa 9 (Michael Rasmussen)       | Jens Voigt            | Michael Rasmussen            | Tom Boonen              | Vladímir Karpets             | Team CSC                 |
| 0Etapa 10 (Alejandro Valverde)     | Lance Armstrong       | Michael Rasmussen            | Tom Boonen              | Alejandro Valverde           | Team CSC                 |
| 0Etapa 11 (Aleksandr Vinokúrov)    | Lance Armstrong       | Michael Rasmussen            | Tom Boonen              | Alejandro Valverde           | Team CSC                 |
| 0Etapa 12 (David Moncoutié)        | Lance Armstrong       | Michael Rasmussen            | Thor Hushovd            | Alejandro Valverde           | Team CSC                 |
| 0Etapa 13 (Robbie McEwen)          | Lance Armstrong       | Michael Rasmussen            | Thor Hushovd            | Iaroslav Popòvitx            | Team CSC                 |
| 0Etapa 14 (Georg Totschnig)        | Lance Armstrong       | Michael Rasmussen            | Thor Hushovd            | Iaroslav Popòvitx            | T-Mobile Team            |
| 0Etapa 15 (George Hincapie)        | Lance Armstrong       | Michael Rasmussen            | Thor Hushovd            | Iaroslav Popòvitx            | T-Mobile Team            |
| 0Etapa 16 (Óscar Pereiro)          | Lance Armstrong       | Michael Rasmussen            | Thor Hushovd            | Iaroslav Popòvitx            | T-Mobile Team            |
| 0Etapa 17 (Paolo Savoldelli)       | Lance Armstrong       | Michael Rasmussen            | Thor Hushovd            | Iaroslav Popòvitx            | Discovery Channel        |
| 0Etapa 18 (Marcos Serrano)         | Lance Armstrong       | Michael Rasmussen            | Thor Hushovd            | Iaroslav Popòvitx            | T-Mobile Team            |
| 0Etapa 19 (Giuseppe Guerini)       | Lance Armstrong       | Michael Rasmussen            | Thor Hushovd            | Iaroslav Popòvitx            | T-Mobile Team            |
| 0Etapa 20 (CRI) (Lance Armstrong') | Lance Armstrong       | Michael Rasmussen            | Thor Hushovd            | Iaroslav Popòvitx            | T-Mobile Team            |
| 0Etapa 21 (Aleksandr Vinokúrov)    | Lance Armstrong       | Michael Rasmussen            | Thor Hushovd            | Iaroslav Popòvitx            | T-Mobile Team            |